# Żyła nerkowa

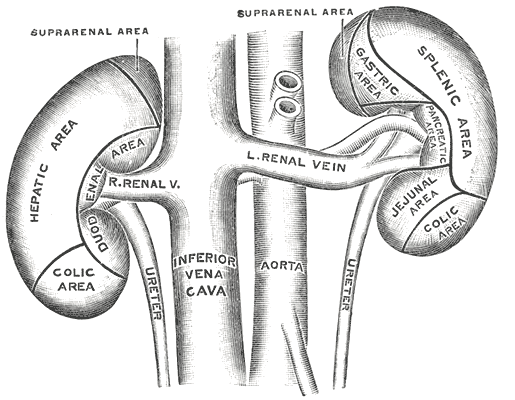
Schemat przedstawiający wzajemne relacje nerek i naczyń nerkowych

Żyła nerkowa (łac. vena renalis) – w anatomii człowieka żyła odprowadzająca krew z nerki. Powstaje we wnęce nerki z połączenia 5–6 gałęzi żylnych, na które z kolei składają się połączone żyły międzypłatowe zbierające krew z miąższu nerki. Żyła nerkowa towarzyszy tętnicy nerkowej, wychodząc z nerki z przodu i nieco poniżej niej. Obie żyły nerkowe, prawa i lewa, przebiegają poziomo i wpadają do żyły głównej dolnej na poziomie zbliżonym do krążka międzykręgowego pomiędzy pierwszymi dwoma kręgami lędźwiowymi. Nie mają zastawek. Osiągają średnicę 8–10 mm, przy czym lewa żyła jest grubsza od prawej. Jest także od niej dłuższa, na swoim przebiegu w kierunku żyły głównej dolnej mijając aortę brzuszną, krzyżując ją na ogół od przodu, poniżej odejścia tętnicy krezkowej górnej. Ten asymetryczny układ żył nerkowych sprawia, że żyła nadnerczowa, a także żyła jądrowa lub jajnikowa, po prawej stronie wpadające bezpośrednio do żyły głównej dolnej, po lewej stronie zazwyczaj wpadają do żyły nerkowej. Do obu żył nerkowych dopływają gałęzie z moczowodu i torebki tłuszczowej nerki. Poza tym żyła nerkowa prawa wytwarza zwykle zespolenie z żyłą nieparzystą, a żyła nerkowa lewa z żyłą nieparzystą krótką.